# Iljuschin Il-18 am Flugplatz Borkheide

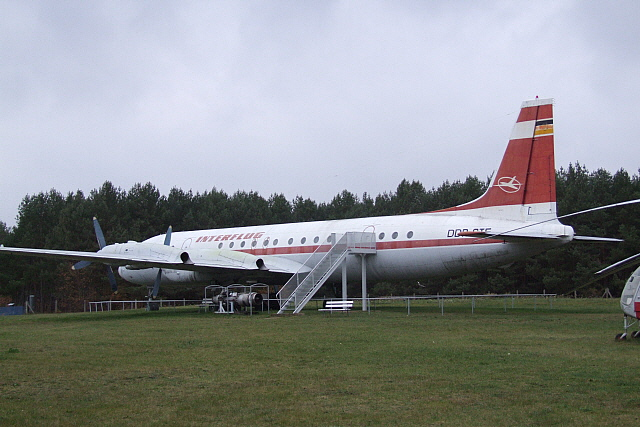
Il-18 am Flugplatz Borkheide

Die Iljuschin Il-18 am Flugplatz Borkheide (Luftfahrzeugkennzeichen DDR-STE) ist ein außer Dienst gestelltes Langstrecken-Verkehrsflugzeug der 1991 aufgelösten Fluggesellschaft Interflug, das am 16. November 1989 auf der nur rund 800 Meter langen Landebahn des Flugplatzes in Borkheide im heutigen Landkreis Potsdam-Mittelmark erfolgreich gelandet wurde. Inzwischen ist das Flugzeug als geschütztes Baudenkmal unter der Objektnummer 09192304 in der Denkmalliste des Landes Brandenburg verzeichnet und beherbergt ein Museum.

## Geschichte
Seit 1909 lebte der Flugpionier Hans Grade in Borkheide, der dort ab 1910 Flugzeuge produzierte und eine der ältesten Flugschulen Deutschlands gründete. Bereits 1988 entstand bei einem Besuch des Führungspersonals der Interflug in der Gemeinde Stölln im Havelland, wo wiederum der Flugpionier Otto Lilienthal mehrere Jahre wirkte, die Idee, zu dessen Ehren ein Verkehrsflugzeug auf der unbefestigten Landebahn des dortigen Flugplatzes zu landen. 
Bereits am 23. Oktober 1989 gelang nach sehr umfangreichen Vorbereitungsmaßnahmen die Landung eines Flugzeugs vom Typ Il-62 auf dem kleinen Flugplatz Stölln/Rhinow. Davon inspiriert entstand sicherlich die Idee, auch in Borkheide ein Flugzeug zu Ehren Hans Grades zu landen.
Auch wenn es sich bei der Iljuschin Il-18 um ein kleineres Flugzeug handelt, herrschten ansonsten ähnliche Ausgangsbedingungen wie zuvor in Stölln. Bei der Landebahn handelte es sich um eine von Gras bewachsene Piste. Zudem war die verfügbare Landestrecke mit 800 Metern recht gering. Es waren ebenfalls Vorbereitungsmaßnahmen vor Ort nötig, wie beispielsweise das Fällen von Bäumen. Als Pilot wurde Peter Schulze ausgewählt, dessen Pilotenlaufbahn 1958 begann.
Am 16. November 1989 startete die Maschine auf dem Flughafen Berlin-Schönefeld, landete in Borkheide nach drei Versuchen erfolgreich und wurde am darauffolgenden Tag zum jetzigen Standort transportiert.
Das Flugzeug beherbergt seitdem Ausstellungen des Hans-Grade-Museums, zu dem auch ein ebenfalls denkmalgeschützter Hubschrauber vom Typ Kamow Ka-26 gehört. Der Hans-Grade-Verein plante 2019 die Sanierung des Flugzeugs. Im Laufe der Jahre sind beispielsweise Schäden an der Außenhaut aufgetreten, die mit Fördergeldern behoben werden sollten.

## Flugzeug

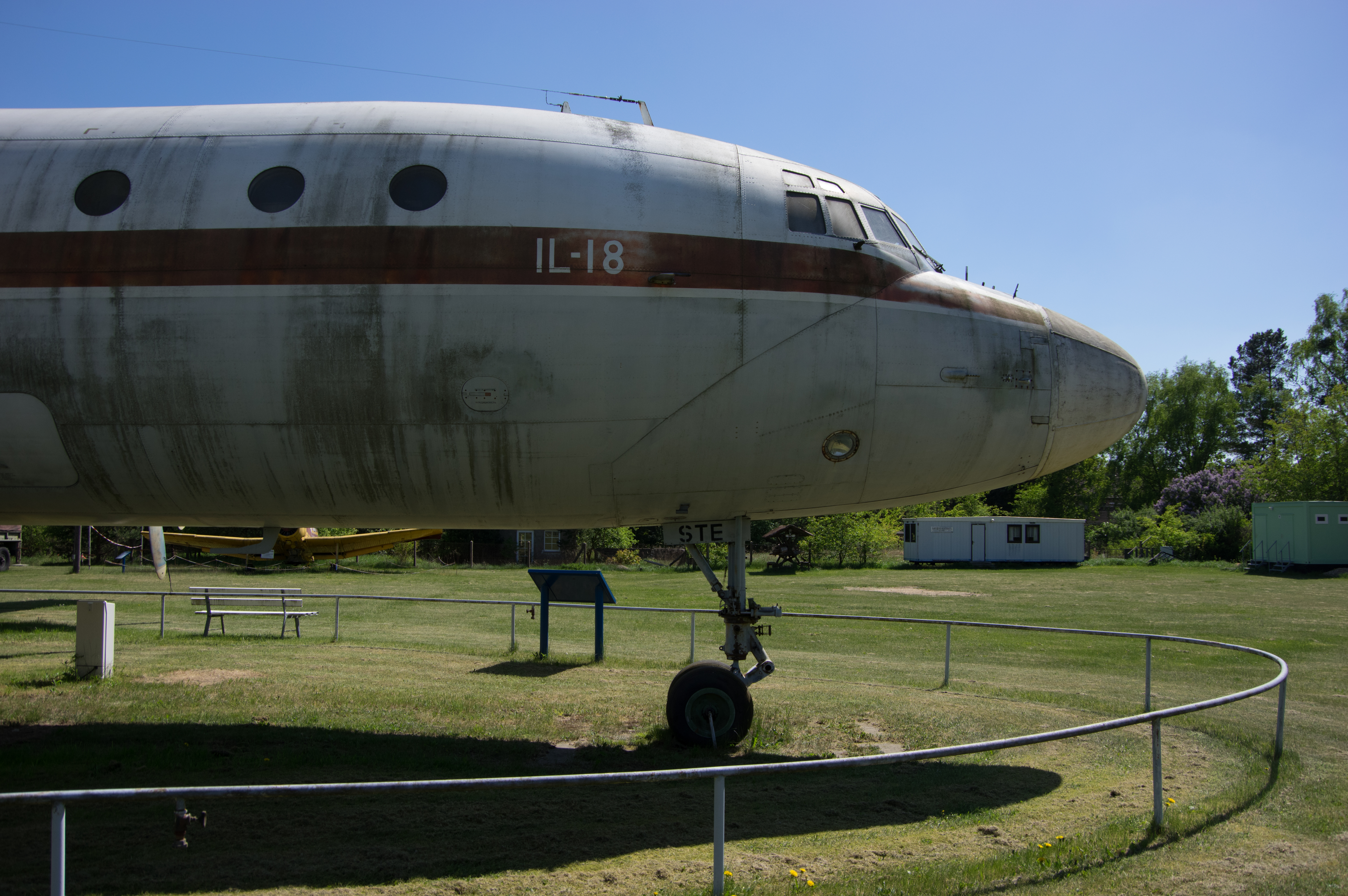
Außenansicht des Cockpits

Das Flugzeug befindet sich heute auf dem Gelände des Hans-Grade-Museums am Flugplatz Borkheide, am nördlichen Ende des Postwegs, rund 500 Meter entfernt vom Bahnhof Borkheide. Es handelt sich um ein viermotoriges, im Jahr 1962 im staatlichen Flugzeugwerk Nr. 30 Moskau-Chodynka in der Sowjetunion gefertigtes Verkehrsflugzeug des Herstellers Iljuschin vom Typ Il-18W mit rund 34.000 Flugstunden und 20.504 Landungen. Das Flugzeug mit der Werknummer 18 200 5101 war eigentlich von Anfang an für die Interflug vorgesehen gewesen; da sich der Liefertermin einer weiteren Il-18W für die Selbstständige Transportfliegerstaffel der DDR jedoch verzögerte, erhielt sie am 27. September 1962 (nach anderer Quelle am 10. Oktober 1962) als Registrierung die militärisch-taktische Nummer 499 und wurde von den Luftstreitkräften der NVA mit dem Rufzeichen DM VAY  einige Monate als V.I.P.-Transporter für Mitglieder des ZK der SED eingesetzt. Nachdem dann die eigentlich dafür vorgesehene Il-18W zur Verfügung stand, wurde sie am 3. Juni 1964 als DM-STE der Interflug überstellt. Nach der Umstellung des Kennzeichenregisters erhielt das Flugzeug am 1. Oktober 1981 sein endgültiges Kennzeichen DDR-STE, die Außerdienststellung erfolgte am 1. November 1989. Die Interflug-typische, überwiegend weiß-rote Lackierung ist erhalten. In weißer Schrift auf rotem Grund ist nahe dem Cockpit die Typbezeichnung IL-18 lesbar. Im vorderen, oberen Bereich des Rumpfes steht in roter Schrift auf weißem Grund der Name der Fluggesellschaft Interflug. Im hinteren Bereich des Rumpfes steht in schwarzer Schrift auf weißem Grund das Luftfahrzeugkennzeichen DDR-STE. Auf dem Seitenleitwerk befinden sich in weiß auf rotem Grund das Logo der Interflug sowie darüber die DDR-Flagge.